# الضربة المزدوجة
الضربة المزدوجة (بالإنجليزية: Double Dragon)‏ مسلسل رسوم متحركة أمريكي مقتبس من لعبة نينتندو دبل دراغون، عرض في الفترة من 1993 حتى 1994.

## القصة
ينتشر الشر في الأرض ويعم الفساد وتسود الفوضى ولكن بقدوم الأخوين وضربتهم المزدوجة يتعاونان ضد اللهب الأسود لحماية نادي التنين.
تجري الكثير من المشاحنات مع الأعداء الذين يحاولون بشتى الوسائل أن يقضوا على الحقيقة والعدالة ولكن أبطالنا يقفون لهم بالمرصاد ويتصدون لجميع خططهم الشريرة.

## روابط خارجية
- التنين المزدوج على موقع IMDb (الإنجليزية)
- التنين المزدوج على موقع فيلمافينيتي (الإسبانية)
- التنين المزدوج على موقع كينوبويسك (الروسية)
- التنين المزدوج على موقع قاعدة بيانات الفيلم (الإنجليزية)